# Mikroblog
Mikroblog je storitev,  ki uporabnikom omogoča pisanje kratkih sporočil, objavljanje slik, linkov, video posnetkov in drugih digitalnih vsebin preko interneta.  
Gre za kombinacijo bloga in socialnega omrežja , skratka predstavlja  krajšo verzijo spletnega bloga, obogateno z značilnostmi socialnega omrežja.

 Gre za novo obliko komuniciranja, kjer uporabniki objavljajo statuse (npr. aktivnosti, mnenja) in druge kratke objave preko različnih komunikacijskih medijev, kot so programi za takojšnje sporočanje, mobilni telefoni, elektronska pošta ali preko spletnega vmesnika dostopnega na svetovnem spletu.  
Tako kot velja za blog, tudi mikroblogi vsebino prikazujejo v obratnem kronološkem zaporedju in so enostavni za uporabo še tako tehnično-laičnemu uporabniku.

## Problem definicije
Glede na to, da je mikroblog precej širok pojem, ki tako rekoč zajema več oblik objavljanja vsebin, zato ne obstaja neka natančna definicija, ki bi absolutno definirala mikroblog.

Ena izmed definicij je takšna, kot jo je oblikoval Twitter, torej kratko sporočilo z omejitvijo znakov (140), po drugi strani pa mikroblog razumemo kot kanal sporočanja krajših informacij brez vnaprej določenega naslovnika, ne glede na vsebino. 

## Zgodovina
Zametki prvih mikroblogov segajo v čas pred splavitvijo Twitterja leta 2006, kateri velja za eno najbolj prepoznavnih mikroblog platform, ki je prispeval k populizaciji mikrobloganja. 

Tumblelogi, kot jih je leta 2005 v svojem blogu poimenoval why the lucky stiff (psevdonim), so izpeljanka iz blogov, natančneje - za poenostavljeno obliko bloganja.

Poudarek je bil na  hitrem objavljanju kratkih vsebin, katere je avtor  vsakodnevno srečeval na svetovnem spletu. Jason Kottke je to definiral kot tok zavesti. 

Šlo je za ročno kodirane bloge, ki se niso držali neke obveljavljene oblike blogov (naslov, odstavek, odstavek).
Tumblr je primer mikrobloga, ki je prevzel koncept toka zavesti tumblelogov. Gre za mikroblog platformo, ki je uporabnikom postala na voljo leta 2007 in hitro pridobila na uporabnikih. Na začetku so bili to predvsem obstoječi tumblelogerji. 

## Popularni mikroblogi
Po splavitvi Twitterja, se je pojavila množica spletnih storitev, ki ponujajo mikrobloganje. Po podatku iz leta 2007, se je na mednarodnem nivoju pojavilo več kot 200 primerov. 

 Poleg Twitterja in Tumblrja, med popularne mikrobloge štejemo še Jaiku, Plurk, Emote.in, PinkGadget, identi.ca, FriendFeed, Posterous. 

## Raba mikrobloga
Mikroblogi predstavljajo pomemben kanal za profesionalno in osebno rabo. Med prijatelji je v rabi predvsem za ohranjanje stikov, medtem ko je z vidika profesionalne rabe primeren kot orodje poslovnih sodelavcev za koordiniranje sestankov ali pa kot orodje za deljenje koristnih virov. 
 Popularni so tudi med zvezdniki in politiki, ki jih uporabljajo za objavo datumov koncertov, turnej in ostalih javnih dogodkov.  

Mikroblogi postajajo pomembna platforma za oglaševanje in za stike z javnostjo. 

Glede na raziskave, ki sta jih opravila Harvard Business School and Sysomos, obstaja majhna skupina aktivnih uporabnikov, ki predstavljajo večinski delež aktivnosti. Na osnovi ankete, ki je bila opravljena na 11 milijonih uporabnikov Twitterja, so ugotovili, da 10% uporabnikov Twitterja predstavlja 86% celotne aktivnosti. 

## Težave z mikrobloganjem
Glavni problem, ki se pojavlja pri mikrobloganju je predvsem zasebnost, saj obstaja verjetnost objavljanja občutljivih informacij širši javnosti, saj so mikroblogi po stopnji zasebnosti odprte narave.